# Lijst van spelers van Vendsyssel FF
Deze lijst omvat voetballers die bij Vendsyssel FF spelen of gespeeld hebben. De spelers zijn gerangschikt volgens alfabet.

## A
- Mads Aastrup
- Wessam Abou Ali
- Seyi Adekoya
- Mikkel Agger
- Kemy Agustien
- Viktor Ahlmann
- Yakubu Akilu
- Andreas Albech
- Sedin Alic
- Mayowa Alli
- Christian Amtoft
- Alexander Juel Andersen
- Jesper Andersen
- Morten Andersen
- Nick Andersen
- Sören Andersen
- Mikael Anderson
- Alexander Andreasen
- Maxime Annys

## B
- August Baggesen
- Patrick Bang Nielsen
- Niklas Bergseth
- Martin Bergvold
- Jens Berthel Askou
- Morten Bertolt
- Giorgio Beshara
- Jakob Blaabjerg
- Jesper Blicher
- Mads Bloch
- Christoffer Boateng
- Fosu Boateng
- Nicolas Bögild
- Adnan Bogovic
- Lasse Borg
- Kasper Braemer
- Brandão
- Henrik Bruun
- Christian Buchwald
- Jesper Bunde
- Calum Butcher
- Michael Byskov

## C
- Ojiego Chimezie
- Daniel Christensen
- Christian Christiansen
- Jesper Christiansen
- Sebastian Czajkowski

## D
- Anders Dahl
- Thomas Dalgaard
- Rishi Desai
- Mohammed Diarra
- Adda Djeziri
- Ralph van Dooren

## E
- Hákun Edmundsson
- Shadrach Eghan
- Wassim El Banna
- Mahmoud El-Hajj
- Simon Enevoldsen

## F
- Ken Fagerberg
- Sander Fischer
- Philip Fisker
- Morten Fjordbak
- Nicolai Flö
- Adam Flou
- Mikkel Frankoch
- Rune Frantsen
- Peter Friis

## G
- Thomas Gill
- Ninos Gouriye
- Mikkel Gravholt
- Martin Gregersen
- Mads Greve
- Alexander Grön
- Sune Gundersen
- Gestur Arnar Gylfason

## H
- Christoffer Hansen
- Simon Hansen
- Thomas Hansen
- Hallur Hansson
- Kim Have
- Oliver Helledie
- Johnny Helledie Nielsen
- Roel van Hemert
- Sören Henriksen
- Jelle van der Heyden
- Jakob Hjorth
- Mads Hoe Nielsen
- Euan Holden
- Elson Hooi
- Jess Hougaard
- Allan Hövenhoff

## I
- Frederik Ibsen
- Jeppe Illum

## J
- Bjarke Jacobsen
- Dusan Jajic
- Mamadu Jalloh
- Brian Jensen
- Daniel Jensen
- Lucas Jensen
- Mark Jensen
- Nicolai Jensen
- René Joensen
- Mike Jones
- Danilo Julio
- Francisco Junior

## K
- Mads Kaalund
- Magnus Kaastrup
- Benjamin Källman
- Andreas Kaltoft
- Alhaji Kamara
- Joseph Kamara
- Henrik Kildentoft
- Kristian Kjaehr
- Lasse Kjaer
- Mark Kjaersgaard Jensen
- Martin Kjeldsen
- Casper Knudsen
- Mads Knudsen
- Morten Knudsen
- Mathias Knügle Svendsen
- Tiemoko Konate
- Jakob Kristensen
- Marco Kruse
- Morten Kudahl

## L
- Kenn Larsen
- Morten Larsen
- Jeroen van der Lely
- Tiago Leonço
- Alexander Ludweg
- Benjamin Lund
- Jesper Luth
- Nikolaj Lyngö

## M
- Dalian Maatsen
- Gary Martin
- Dylan McGowan
- Ali Messaoud
- Mattias Mete
- Mads Mikkelsen
- Alexander Möller
- Jonas Möller
- Mathias Moltsen
- Jørgen Mortensen
- Christian Moses
- Buster Munk
- Edin Murga

## N
- Simon Nagel
- Bobo Niambele
- Eigil Nielsen
- Michael Nielsen
- Hjalte Bo Nörregaard
- Malthe Nygaard

## O
- Emmanuel Ogude
- Babajide Ogunbiyi
- Ayo Simon Okosun
- Brandur Olsen
- Dennis Olsen
- John Olsen
- Meinhard Olsen
- Moses Opondo
- Tobias Örtoft
- Dennis Östergaard
- Mads Östergaard
- Christian Overby

## P
- Mitar Pekovic
- Casper Pedersen
- Kenneth Pedersen
- Marc Pedersen
- Martin Pedersen
- Nikolaj Pedersen
- Oliver Pedersen
- Patrick Pedersen
- Sören Phillipp
- Anders Post Jacobsen
- Kasper Povlsen
- Rasmus Prangsgaard

## R
- Petru Racu
- Sead Ramovic
- William Rams
- Mikkel Rask
- Jacob Rasmussen
- Mads Roerslev Rasmussen
- Jeppe Raunbak
- Jonas Raunbak
- André Riel
- Kristian Riis
- Mauricio Rojas
- Mads Rosenberg
- Ade Runsewe
- Christian Rye
- Kaspar Rynkeby
- Mark Ryutin

## S
- Solomon Safo-Taylor
- Ziad Saliba
- Nicolas Sandberg
- Mads Schäfer
- Mathias Schlie
- Glenn Schreiber
- Myroslav Slavov
- Jeppe Sloth
- Marcus Solberg
- Chris Sörensen
- Esben Sörensen
- Jens-Kristian Sörensen
- Kenneth Sörensen
- Nicklas Sörensen
- Lasse Steffensen
- Matti Steinmann
- Michael Sten
- Kenneth Stenild
- Christian Stensborg
- Kasper Stiller
- Slaven Stjepanovic
- Lasse Strandberg
- Mads Storgaard
- Jeppe Svenningsen
- Mads Sylvan

## V
- Rasmus Vinderslev
- Zoran Vujovic

## Y
- Dieudonne Yao

## Z
- Karim Zaza
- Bora Zivkovic